# Malligere, Channagiri
Malligere là một làng thuộc tehsil Channagiri, huyện Davanagere, bang Karnataka, Ấn Độ.